# PCオープン・アーキテクチャー推進協議会
PCオープン・アーキテクチャー推進協議会(OADG)は1991年に設立された日本のPC/AT互換機仕様の普及団体。OADGは英文表記「The PC Open Architecture Developers' Group」の頭文字である。

## 始まり
1991年3月、発足。発足当時の参加会社数は13社、1992年4月時点で26社であった。
発足当時、日本のパーソナルコンピュータ市場は、NECのPC-9800シリーズの独擅場であった。他社は、それぞれ独自の仕様やAX規格のパソコンで市場への食い込みを図っていたが、PC-9800シリーズの牙城を崩す事ができず、苦戦していた。
そこに 1990年に日本IBMがDOS/Vを引っさげて、OADGの立ち上げを各社に働き掛け、誕生した。当初は、弱者連合などとも揶揄されていたが、MS Windowsの普及と重なった事もあり、ついにPC-9800シリーズの牙城を崩す事に成功した。
正会員（PCメーカー）の他、AP会員（アプリケーション・プロダクト会員。アプリケーションソフトウェアメーカー、周辺機器メーカーなど）があった。
OADGは、OADGテクニカル・リファレンスやOADGカタログ（ハードウェア・ソフトウェアの一覧）の発行や、OADGセミナーやOADGフェスタの開催など、標準化と普及活動を行った。ベースのハードウェアはPC/AT互換機であり、オペレーティングシステムはDOS/Vの他、英語版のPC DOSやMS-DOS、MS Windows、更にはOS/2が追加され、2000年にはLinux分科会も発足された。
2003年にはOADG 109AキーボードがJIS参照キーボードとして公示され、日本語キーボードとして名実ともに標準化された。
しかしながら、現在は役目を終え、2004年9月に休会を宣言し、事務局を残してメインテナンス作業を行っている。

## 目的
ソフトウェアの流用性を高めるため、各社のバラバラな仕様を共通化しようというのが、目的として掲げられているが、その仕様は事実上「JIS型 106キーボード」（通称「OADGキーボード」。後には109キーボード ）と呼ばれるキーボード一本化の功績を除けば、PC/AT互換機にDOS/Vを搭載したものである。
しかしながら企業及び政府・公共団体の調達仕様がOADG仕様と指定されていることも多いことを考えると、事実上の日本でのPCの規格を策定した。『協調と競争　OADGの軌跡』という書籍が出版されているが、多数のPCメーカが日本PCマーケットを真剣に考えて呉越同舟で活動できた珍しい例である。

## 正会員
※2003年当時
- シャープ
- ソニー
- 東芝
- 日本アイ・ビー・エム
- 日立製作所
- 富士通
- 松下電器産業